# Battaglia di Drewry's Bluff

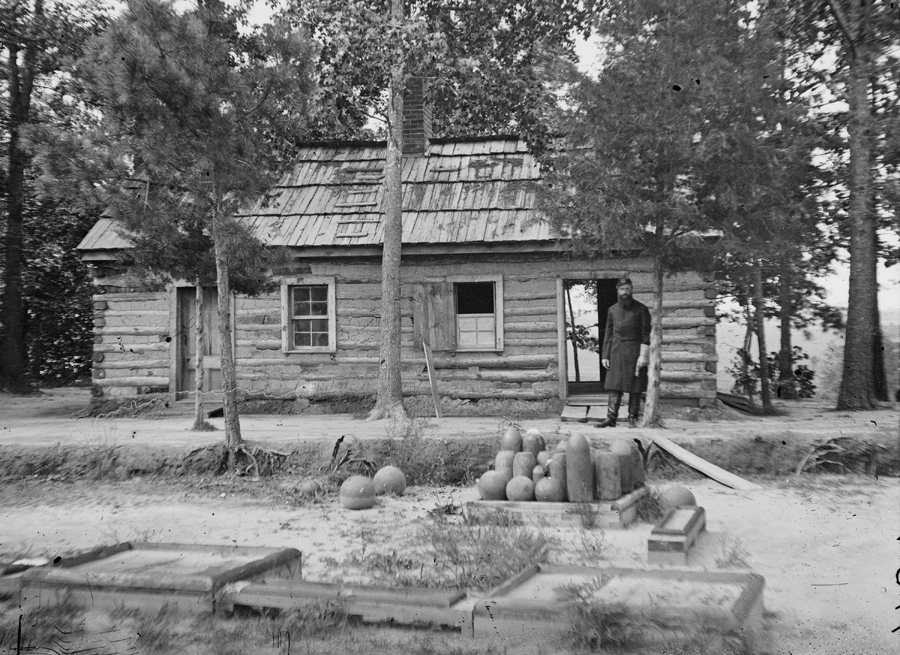
Battaglia di Drewry's Bluff.

La battaglia di Drewry's Bluff, anche nota come battaglia di Fort Darling o Fort Drewry, ebbe luogo il 15 maggio 1862, nella Contea di Chesterfield, nell'ambito della campagna peninsulare della guerra di secessione. Cinque navi da guerra dell'Unione, compresa la nave a vapore USS Monitor e la USS Galena, mentre risalivano il corso del fiume James per testare le difese della città di Richmond, capitale dei Confederati, incontravano degli ostacoli sommersi e nello stesso tempo vennero sotto il fuoco delle batterie di Drewry's Bluff, che inflissero loro severi danni alla Galena. La marina dell'Unione fu costretta a tornare indietro.

## Antefatto
Confederati
     Unione

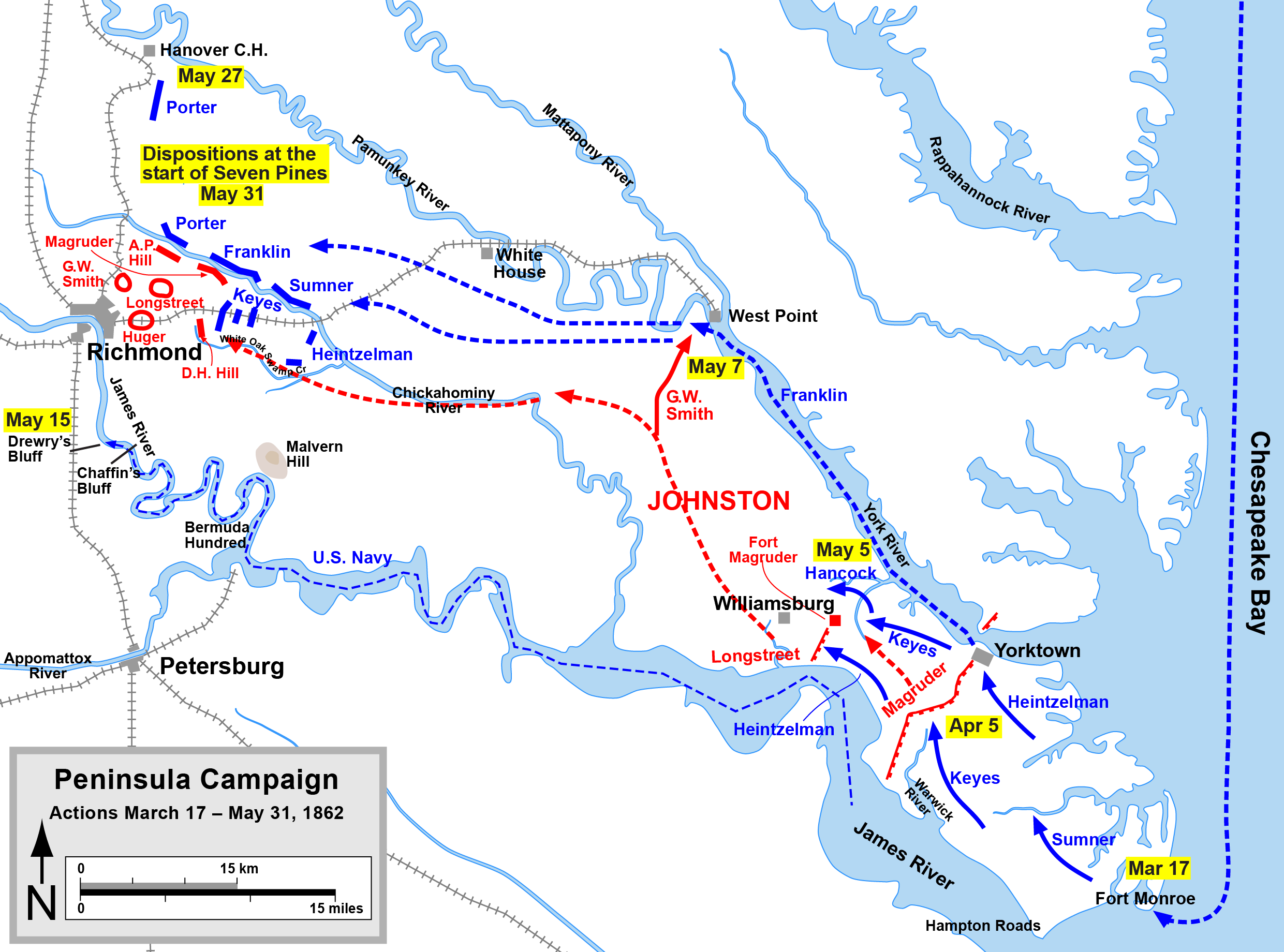
Campagna peninsulare, mappa degli eventi della battaglia di Seven Pines.
Confederati
Unione

Nella primavera del 1862, il generale dell'Unione George B. McClellan lanciò un'ambiziosa operazione contro Richmond trasportando le truppe via mare fino a Fort Monroe per farle poi marciare verso nord-ovest su per la Virginia Peninsula. Dopo la battaglia di Yorktown e la ritirata del generale Joseph E. Johnston dalla penisola, soltanto la nave a vapore CSS Virginia  prevenne l'occupazione del basso corso del fiume James e di Norfolk. Quando la guarnigione dei Confederati a Norfolk, venne evacuata il 10 maggio 1862 dal generale Benjamin Huger, l'ufficiale di bandiera della Virginia Josiah Tattnall III, capì che la sua nave non avrebbe più potuto navigare nel tratto di fiume James verso Richmond, così che l'11 maggio essa venne fatta uscire fuori dalla Craney Island per evitarne la cattura. Questo evento aprì il fiume James ad Hampton Roads, alle scorribande delle cannoniere dell'Unione.
L'unico ostacolo che proteggeva Richmond da un attacco dal fiume era Fort Darling sul Drewry's Bluff, sulla riva scoscesa del fiume a 10 chilometri dalla città. I difensori confederati, comprendenti marines, marinai, e soldati, erano comandati da Ebenezer Farrand e dal capitano Augustus H. Drewry (il proprietario del terreno in cui operavano) del Southside Heavy Artillery. Gli otto cannoni del forte, comprendenti pezzi di artiglieria da campo e cinque cannoni navali, alcuni salvati dalla Virginia, difendevano il fiume per diversi chilometri in entrambe le direzioni. I cannoni della CSS Patrick Henry erano piazzati sulla riva del fiume. Attraverso il fiume vennero poi sommersi alcuni relitti di imbarcazioni di piccola taglia, legati fra di loro da alcune robuste catene, rendendo la manovra difficile alle navi nemiche nello stretto fiume.

## Battaglia

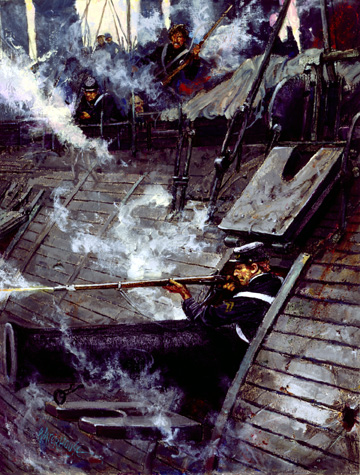
Il caporale John F. Mackie spara dalla USS Galena.

Il 15 maggio un distaccamento della U.S. Navy, sotto il comando di John Rodgers, risalì il fiume James da Fort Monroe per vagliare le difese di Richmond. La flottiglia era composta dalle corazzate USS Monitor (comandata da William N. Jeffers) e USS Galena (ammiraglia) e USS Naugatuck, e dalle cannoniere USS Aroostook e USS Port Royal.
Alle 7:45 le Galena si avvicinò a 500 metri dal forte e calò le ancore, ma prima che Rodgers potesse aprire il fuoco, due mezzi confederati centrarono la nave scarsamente munita di armatura. La battaglia ebbe termine dopo tre ore e durante questo tempo la Galena rimase pressoché ferma e venne colpita da 45 cannonate. Il suo equipaggio subì 14 morti e 10 feriti. Il Monitor venne colpito diverse volte ma la sua armatura più pesante resistette ai colpi. Sfortunatamente per il suo equipaggio, i suoi cannoni non potevano sparare abbastanza in alto per raggiungere i cannoni delle batterie Confederate, poste a 40 metri sul livello del fiume. La Naugatuck  venne affondata quando una carica di 50 chilogrammi di esplosivo deflagrò al suo interno. Le due cannoniere di legno rimasero in salvo fuori dalla portata dei grandi cannoni, ma il capitano del Port Royal fu ferito da un tiratore scelto. Alle 11 circa le navi dell'Unione si ritirarono a City Point.

## Conseguenze
Il massiccio forte sulla scogliera alta e ripida di Drewry aveva fermato l'azione dell'Unione a soli 10 chilometri dalla capitale confederata, con una perdita di 7 morti e 8 feriti. Richmond fu salva. Rodgers riferì a McClellan che era fattibile per la Union Navy sbarcare truppe a 15 chilometri da Richmond, ma l'Unione non approfittò mai di questa osservazione.
Durante la battaglia, il caporale John F. Mackie divenne il primo appartenente al corpo dei Marine a guadagnarsi una Medal of Honor.